# 迈克尔·亨德森
迈克尔·亨德森（英語：Michael Henderson，1935年10月10日—），新西兰男子击剑运动员。他曾代表新西兰参加1962年、1966年和1970年英联邦运动会击剑比赛，其中1962年大英帝国和英联邦运动会获得一枚铜牌。